# Хайде, Михаэль фон дер
Михаэ́ль фон дер Ха́йде (нем. Michael von der Heide, род. 16 октября 1971 года в Амдене, Швейцария) — швейцарский певец, музыкант и актёр.
Родился в семье немца и швейцарки.

## Евровидение

### Евровидение 1999
В 1999 Михаэль участвовал в отборочном туре за Германию с песней «Bye Bye Bar», которая заняла пятое место и, таким образом, в этот год ему не удалось попасть на Евровидение.

### Евровидение 2010
18 декабря 2009 года было объявлено о том, что Михаэль представит Швейцарию на Евровидении 2010 с песней «Il pleut de l’or» (Золотой дождь). Михаэль занял последнее, 17 место во втором полуфинале конкурса и не вышел в финал.

## Дискография

### Альбомы
- 1996 — Michael von der Heide
- 1998 — 30°
- 2000 — Tourist
- 2003 — Frisch
- 2003 — Helvetia
- 2005 — 2pièces
- 2008 — Freie Sicht
- 2011 — Lido
- 2015 — Bellevue
- 2016 — Paola

### Синглы
- 1996 — «Erfolg»
- 1996 — «Mit dir leben»
- 1998 — «Jeudi amour»
- 1998 — «Bad Hair Days»
- 1998 — «Bye Bye Bar»
- 2000 — «Je suis seul»
- 2000 — «Where the Wild Roses Grow» — Дуэт с Kuno Lauener
- 2000 — «Paradies»
- 2002 — «Kriminaltango» — Duet with Nina Hagen
- 2003 — «La solitude»
- 2005 — «Paris c’est toi (toujours)»
- 2005 — «Ich bi wie du»
- 2006 — «Ruggewind»
- 2006 — «Elodie»
- 2008 — «Immer wenn du denkst» (Online single in Germany)
- 2009 — «Gib mir was von dir»
- 2010 — «Il pleut de l’or»